# Гутякулов, Юрий Музакирович
Юрий Музакирович Гутякулов (груз. იური გუტიაკულოვი; род. 17 января 1942 года, Тбилиси) — советский, грузинский и российский тренер по прыжкам в воду. Заслуженный тренер СССР.

## Биография
Родился 17 января 1942 года в Тбилиси.
В качестве тренера много лет работал со сборной СССР по прыжкам в воду, готовил спортсменов к Олимпиадам 1980, 1988 и 1992 годов. Среди его воспитанников — неоднократные победители и призёры чемпионатов мира и Европы, участники Олимпиад Лиана Цотадзе и Георгий Чоговадзе.
В 1990-х годах был главным тренером сборной Грузии по прыжкам в воду.
В 2000—2010-х годах Гутякулов работал старшим тренером-преподавателем СДЮСШОР по прыжкам в воду № 11 Саратова, где одной из его воспитанниц была Лейла Салямова, ставшая призёром чемпионата России.